# Sisters (film 1910)
Sisters è un cortometraggio muto del 1910 diretto da Bannister Merwin. È uno dei primi film (il quinto) diretti da Merwin, più conosciuto come sceneggiatore.

## Produzione
Il film fu prodotto dalla Edison Manufacturing Company.

## Distribuzione
Distribuito dalla Edison Manufacturing Company, il film - un cortometraggio in una bobina - uscì nelle sale cinematografiche statunitensi il 20 maggio 1910.